# ريناتو دولبيكو
ريناتو دولبيكو (بالإيطالية: Renato Dulbecco)‏ (ولد في كاتنزارو بجنوب إيطاليا في 22 فبراير 1914 - 19 فبراير 2012) عالم فيروسات إيطالي. تقاسم جائزة نوبل في الطب سنة 1975 مع هوارد تيمن وديفيد بلتيمور، وذلك لأبحاثه عن إنزيم النسخ العكسي واكتشافه تداخل الفيروس السرطاني والمادة الوراثية للخلية، وكان قد حصل سنة 1973 على جائزة لويزا غروس هورويتز.

## روابط خارجية
- ريناتو دولبيكو على موقع الموسوعة البريطانية (الإنجليزية)
- ريناتو دولبيكو على موقع مونزينجر (الألمانية)
- ريناتو دولبيكو على موقع إن إن دي بي (الإنجليزية)